# 刘若愚 (明朝宦官)
刘若愚（1584年—？），原名時泰，後避明光宗年號，改名若愚，大寧都司延慶左衛人，祖籍河南定遠（今安徽），明朝宦官。

## 生平
出生武將世家，父劉應祺，官至辽阳协镇副总兵。萬曆二十六年（1598年）七月，因感异梦而自宫。万历二十九年（1601年）六月，入宫，隸司禮監掌印太監陳矩名下，负责抄誊等工作。天启元年（1621年）李永贞调其至内直房做文书工作，劉若愚雖知道李永貞等人的阴谋，但卻不敢对外讲，魏黨倒台之后，刘若愚被發配孝陵种菜。崇祯元年（1628年）平反周起元等東林黨人冤案。李永贞被判斬立決，刘若愚以同谋被判斩监候，李實則被判判充淨軍，並送交司禮監等候發落。劉若愚痛己之冤，又恨王体、涂文辅等僥倖逃脫。遂在狱中作《酌中志》为自己申冤。崇祯十四年（1641年）春，崇祯帝大赦天下，劉若愚才得以被释放出來。